# Mesochorus surinamensis
Mesochorus surinamensis là một loài tò vò trong họ Ichneumonidae.